# マファ語
マファ語（マファご、英: Mafa language）は、アフロ・アジア語族に属する言語である。カメルーン北部およびナイジェリア東部で話されている言語である。言語名別称として、マタカム語（“Matakam”）、Bula、Bulahai、Mofa、Natakan。

## 方言
- 中央マファ方言（モコロ方言）
- 東マファ方言
- マファ方言
- 西マファ方言